# El Sahugo
El Sahugo ist ein Ort und eine nordspanische Gemeinde (municipio) mit 181 Einwohnern (Stand: 2024) in der Provinz Salamanca in der Autonomen Gemeinschaft Kastilien und León. Die Gemeinde besteht neben dem Hauptort und Verwaltungssitz El Sahugo aus der Ortschaft Posadillas.

## Geografie
El Sahugo liegt etwa 110 Kilometer südwestlich von Salamanca nahe der portugiesischen Grenze in einer Höhe von ca. 825 m. Der Fluss Águeda bildet die nördliche Gemeindegrenze. 

## Bevölkerungsentwicklung
| Jahr      | 1900 | 1950 | 1960 | 1970 | 1981 | 1991 | 2001 | 2011 | 2021 |
| Einwohner | 815  | 880  | 770  | 524  | 386  | 357  | 266  | 229  | 186  |

## Sehenswürdigkeiten
- Peterskirche (Iglesia de San Pedro Apóstol)

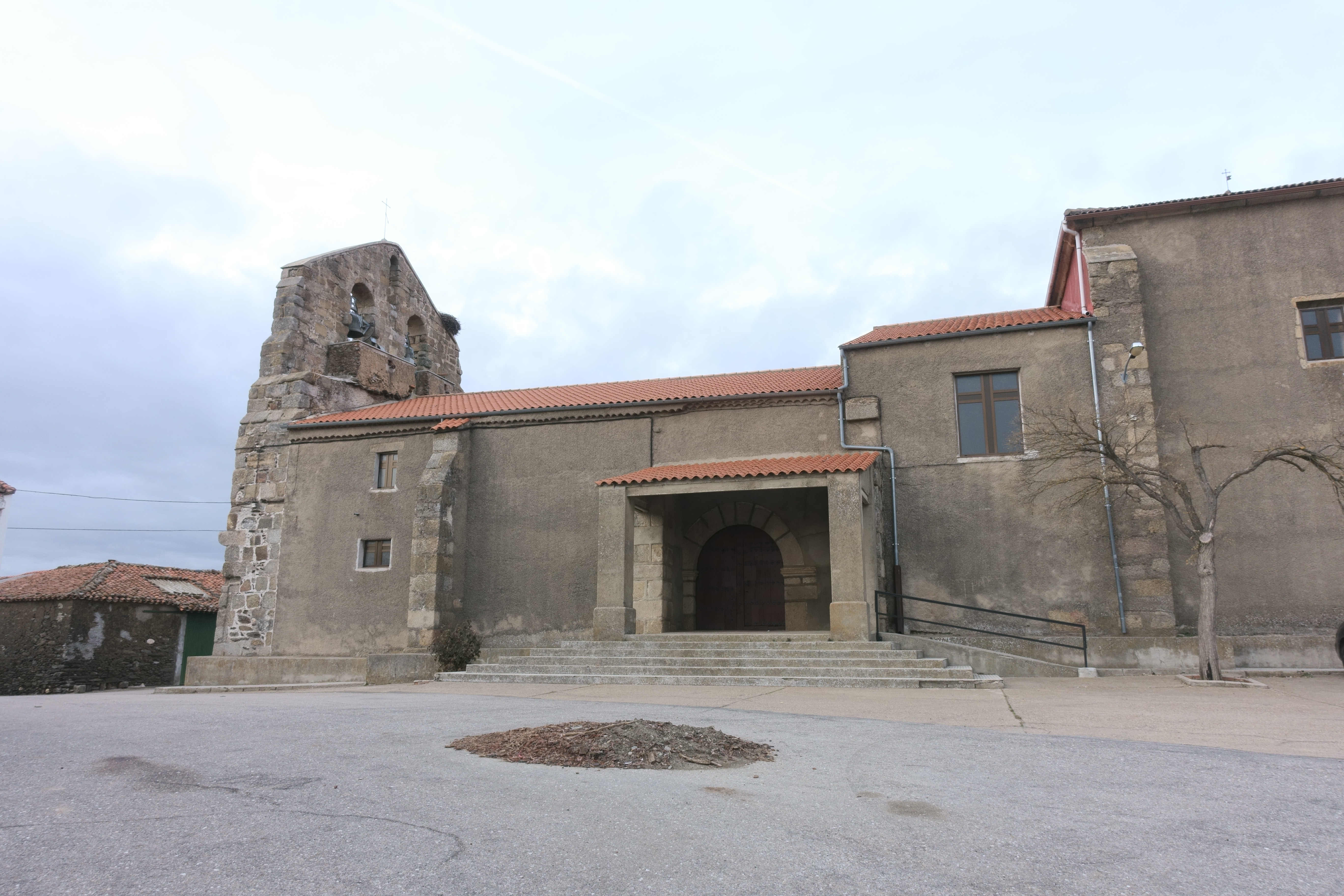
Peterskirche
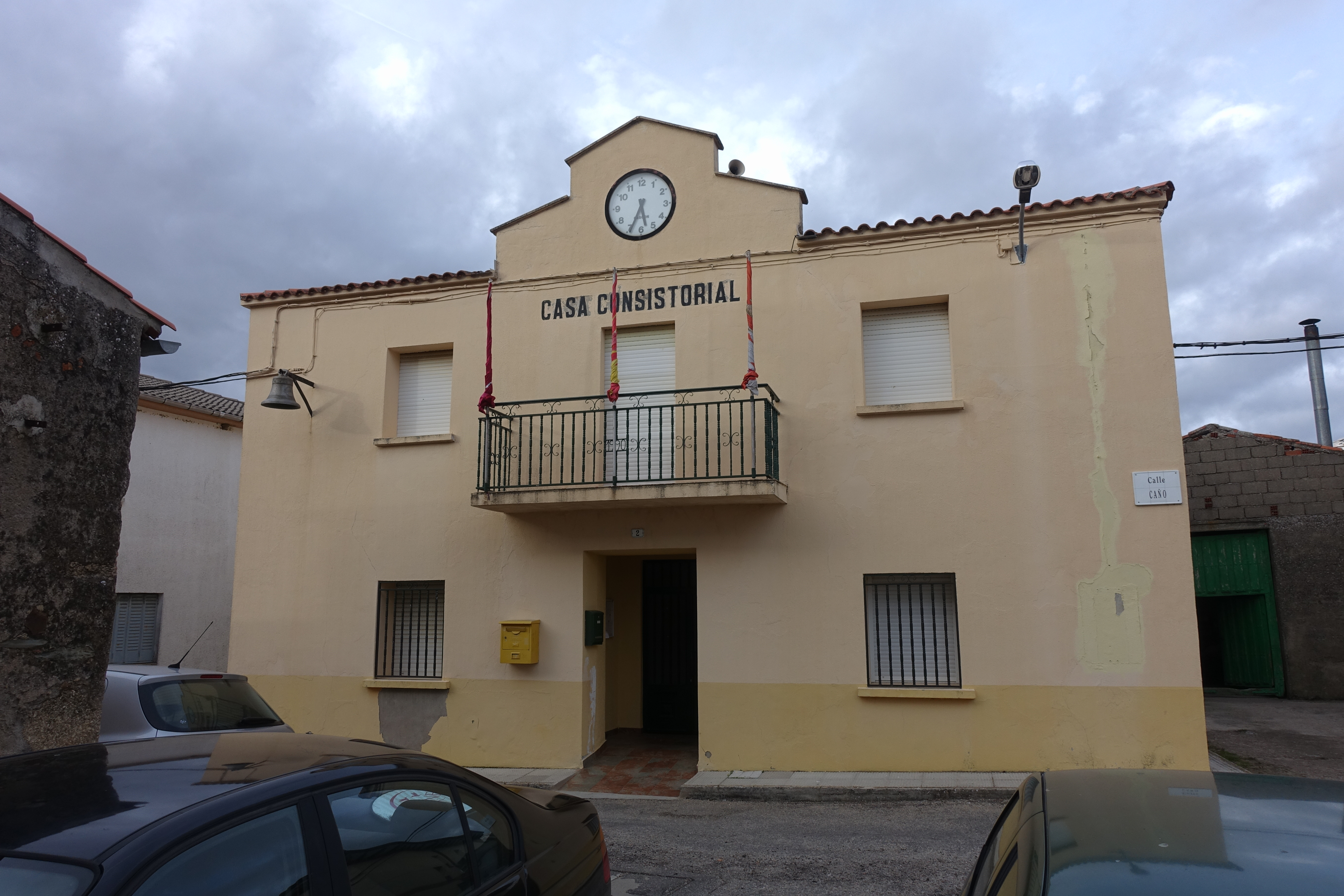
Rathaus